# ادوارد بورن-جونز
ادوارد بورن-جونز (انگلیسی: Edward Burne-Jones؛ ۲۸ اوت ۱۸۳۳ – ۱۷ ژوئن ۱۸۹۸) یک نقاش اهل بریتانیا بود. نام کامل وی سر ادوارد کولی بارون-جونز و نخستین بارونت آرا می‌باشد، جونز یک هنرمند انگلیسی و از طراحان نزدیک به انجمن برادری پیشارافائلی می‌باشد که از نزدیک با ویلیام موریس بر روی فراهم نمودن طیف گسترده‌ای از لوازم و محصولات هنری به عنوان شریک موسس شرکت مارشال فالکنر و شرکا، مشغول به کار شد، بورن جونز در جوان‌سازی مجدد هنر رنگ‌آمیزی شیشه تحت عنوان شیشه نقشینه در بریتانیا پیشگام بود، آثار شیشه‌ای رنگ‌آمیزی شده وی شامل پنجره‌های کلیسای جامع سنت فیلیپ، بیرمنگام، سنت مارتین در بول رینگ، کلیسای جامع ترینیتی مقدس، میدان اسلون، چلسی، کلیسای سنت مارتین در برامیتون و بسیاری مکان‌های دیگر می‌باشد

## نگارخانه

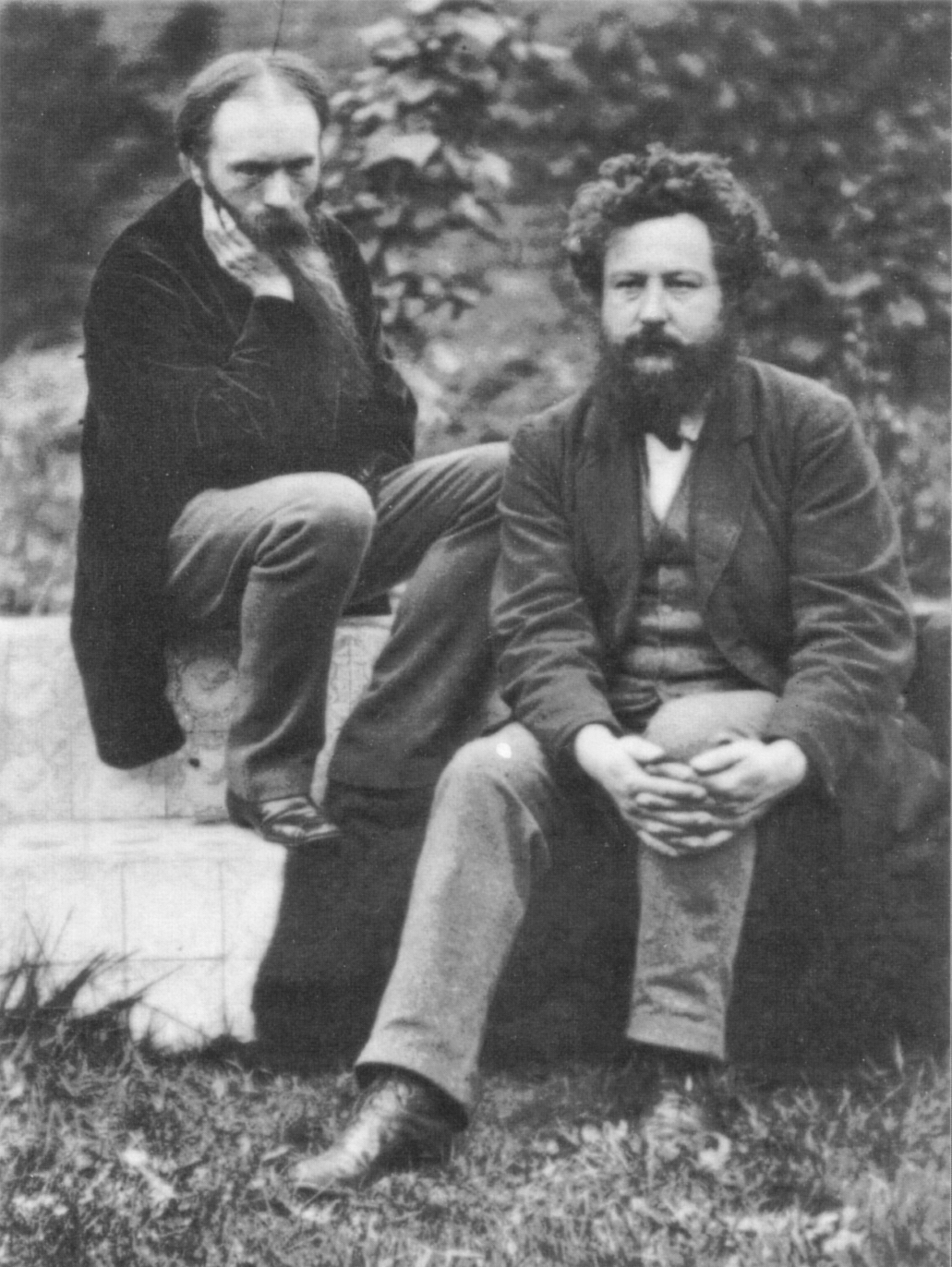
ادوارد بورن جونز و ویلیام موریس، ۱۸۴۷
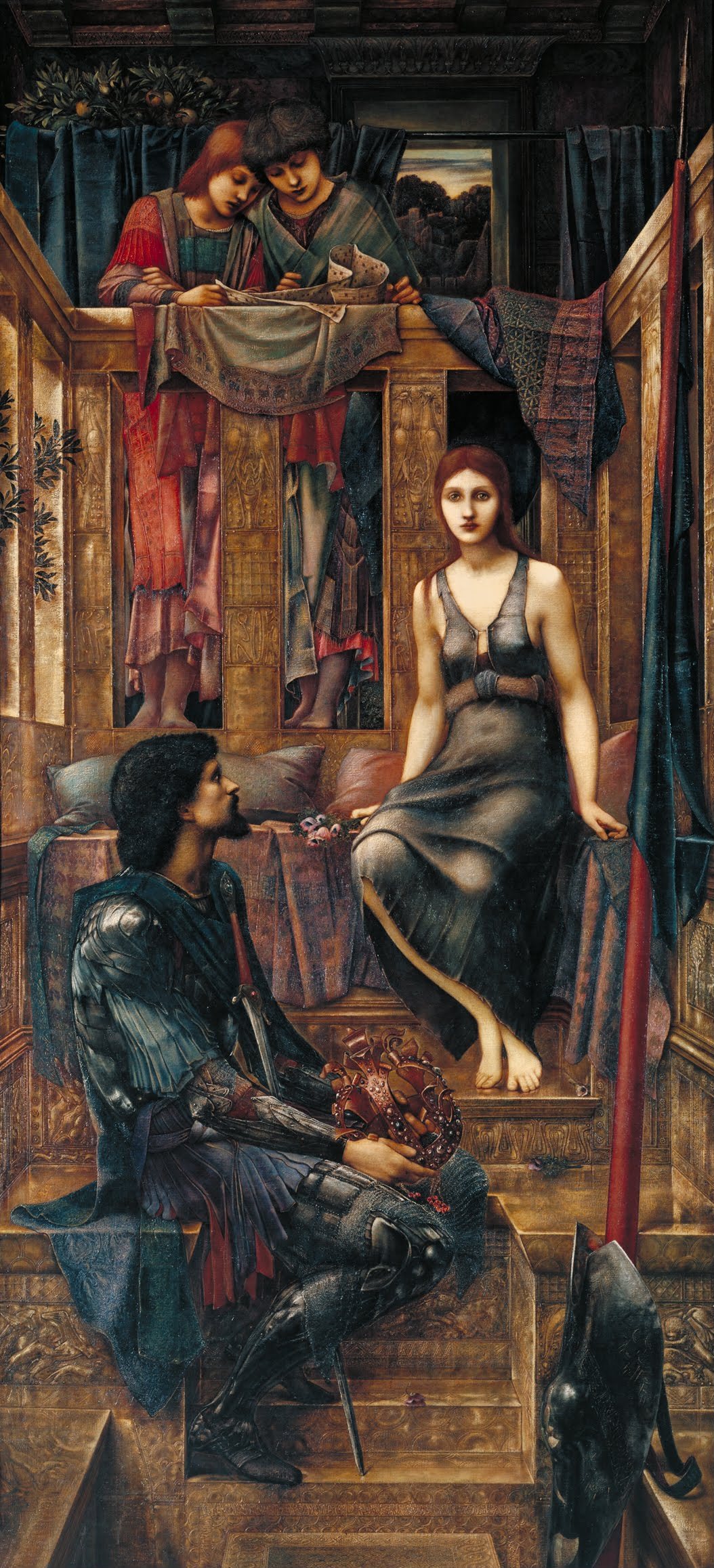
پادشاه کافتوا و دختر گدا
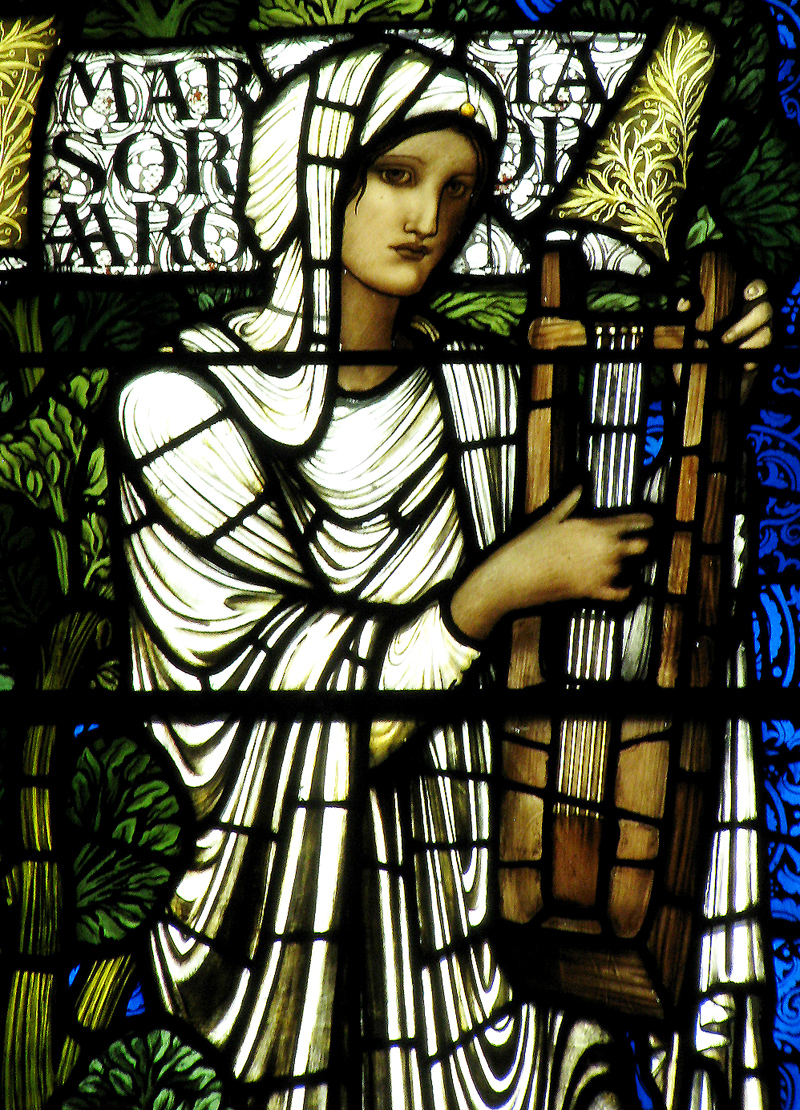
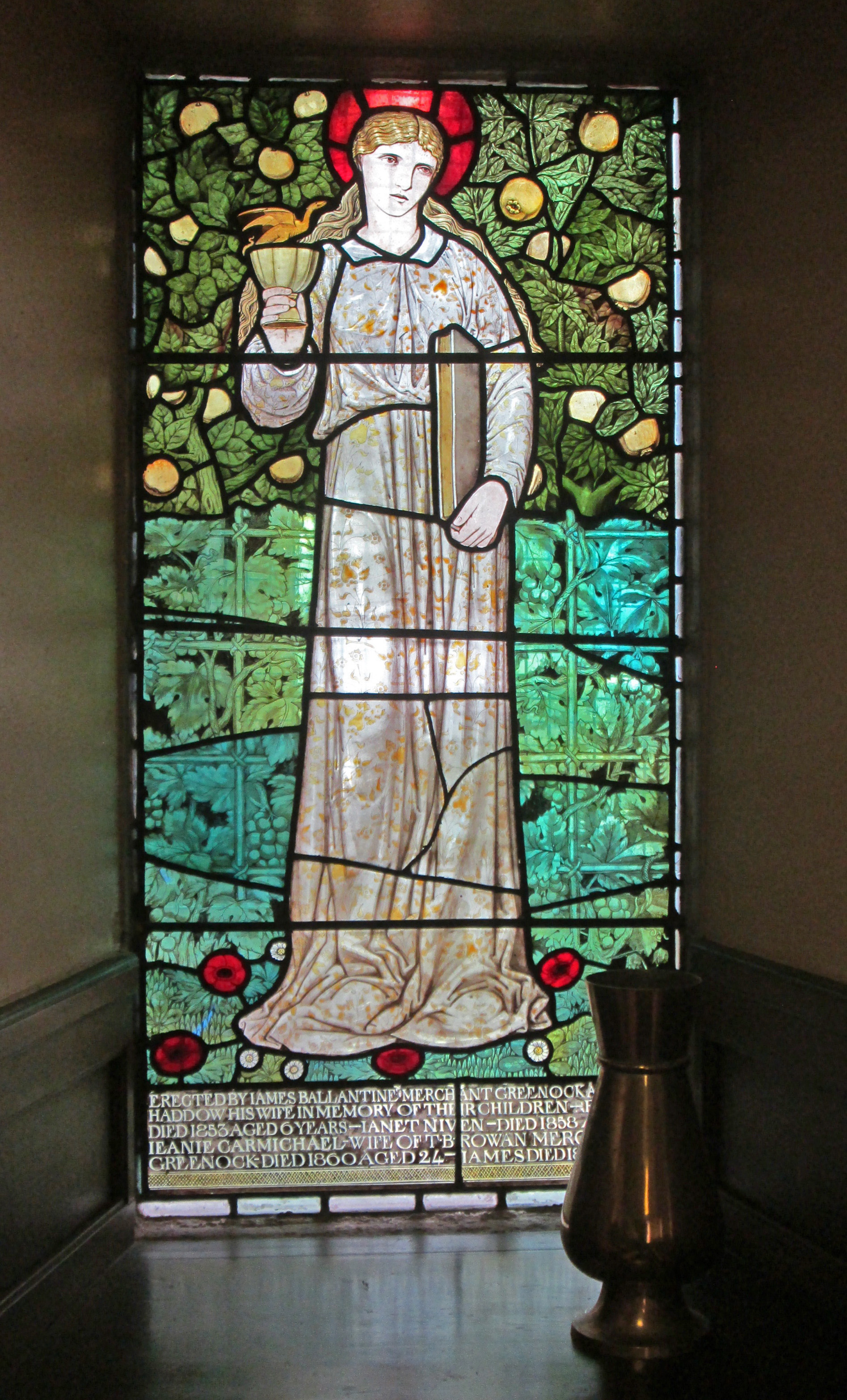
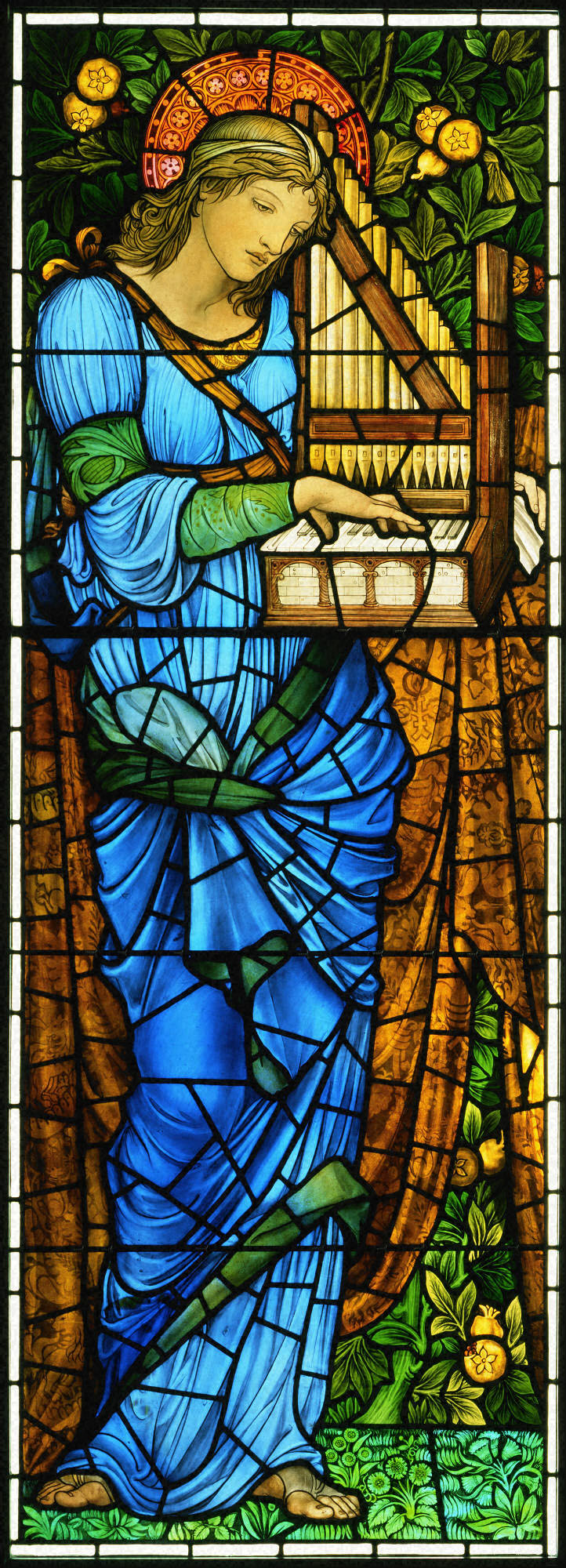
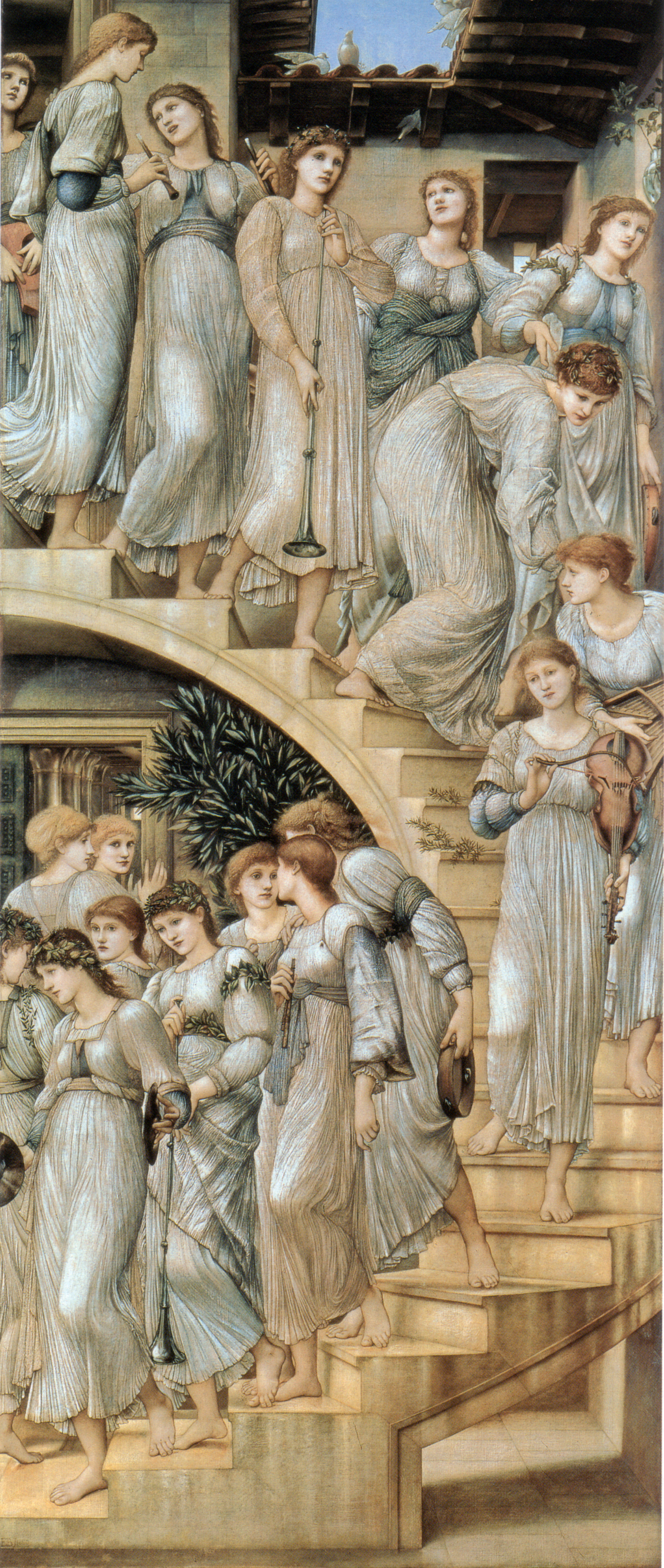
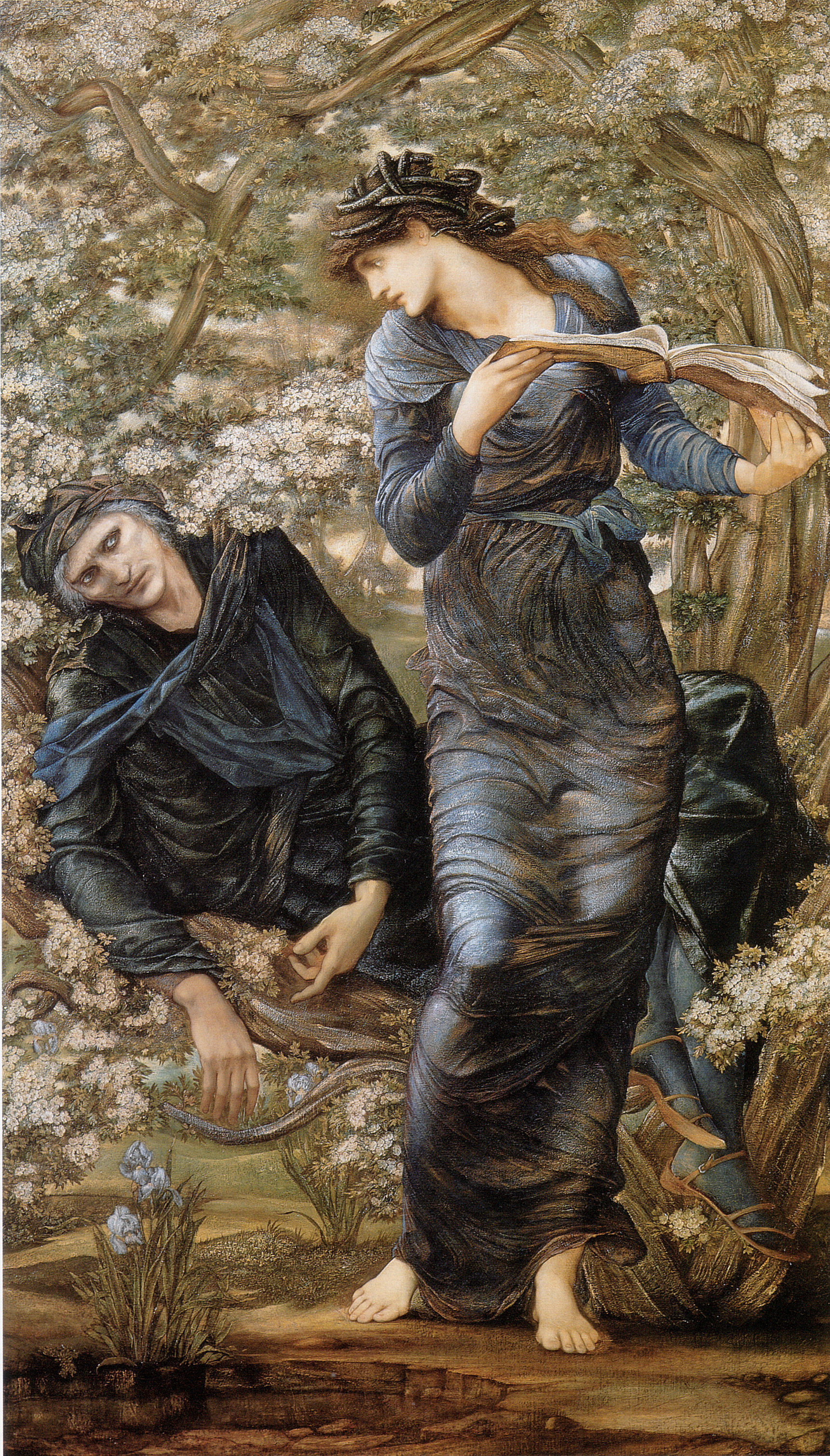
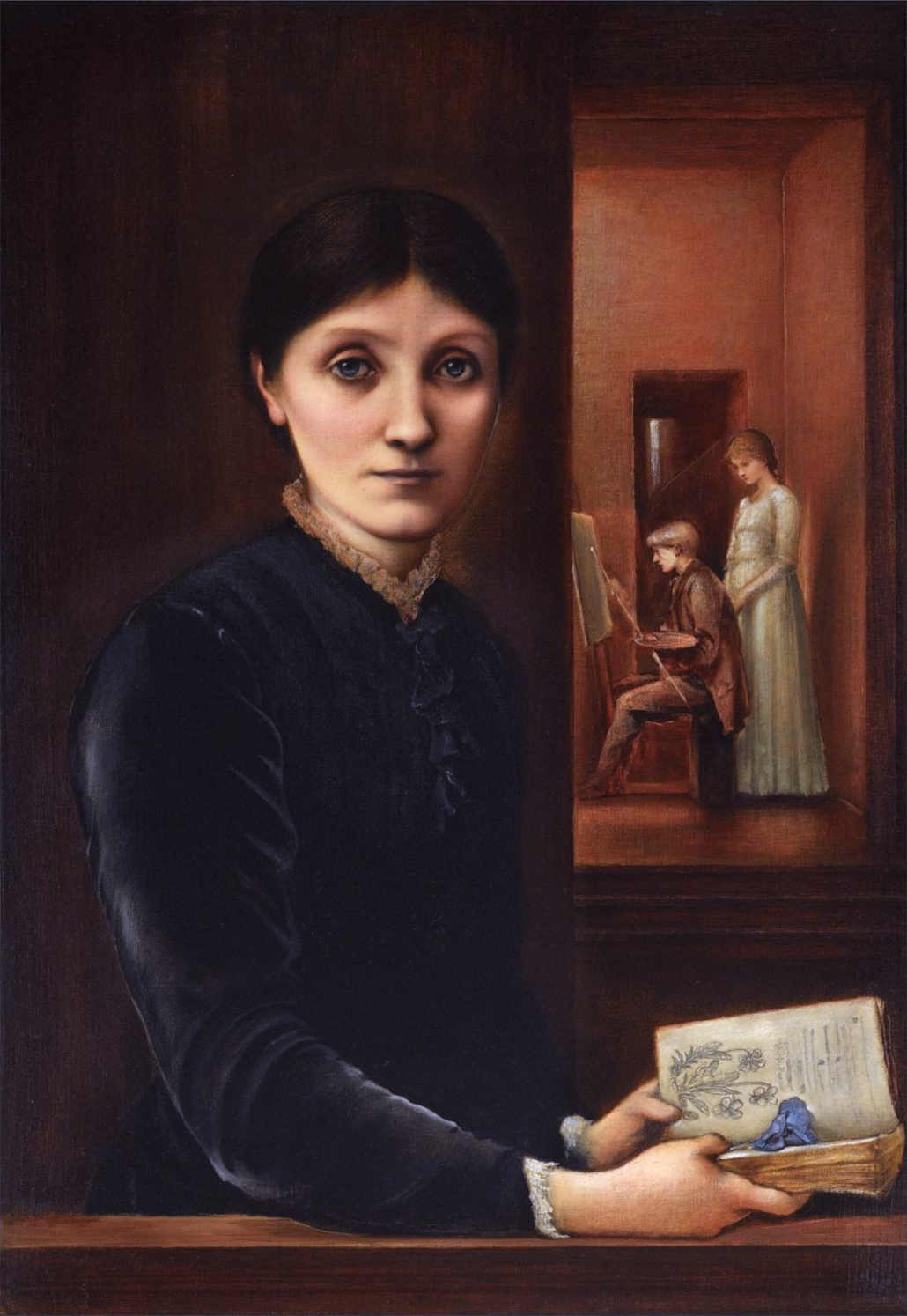
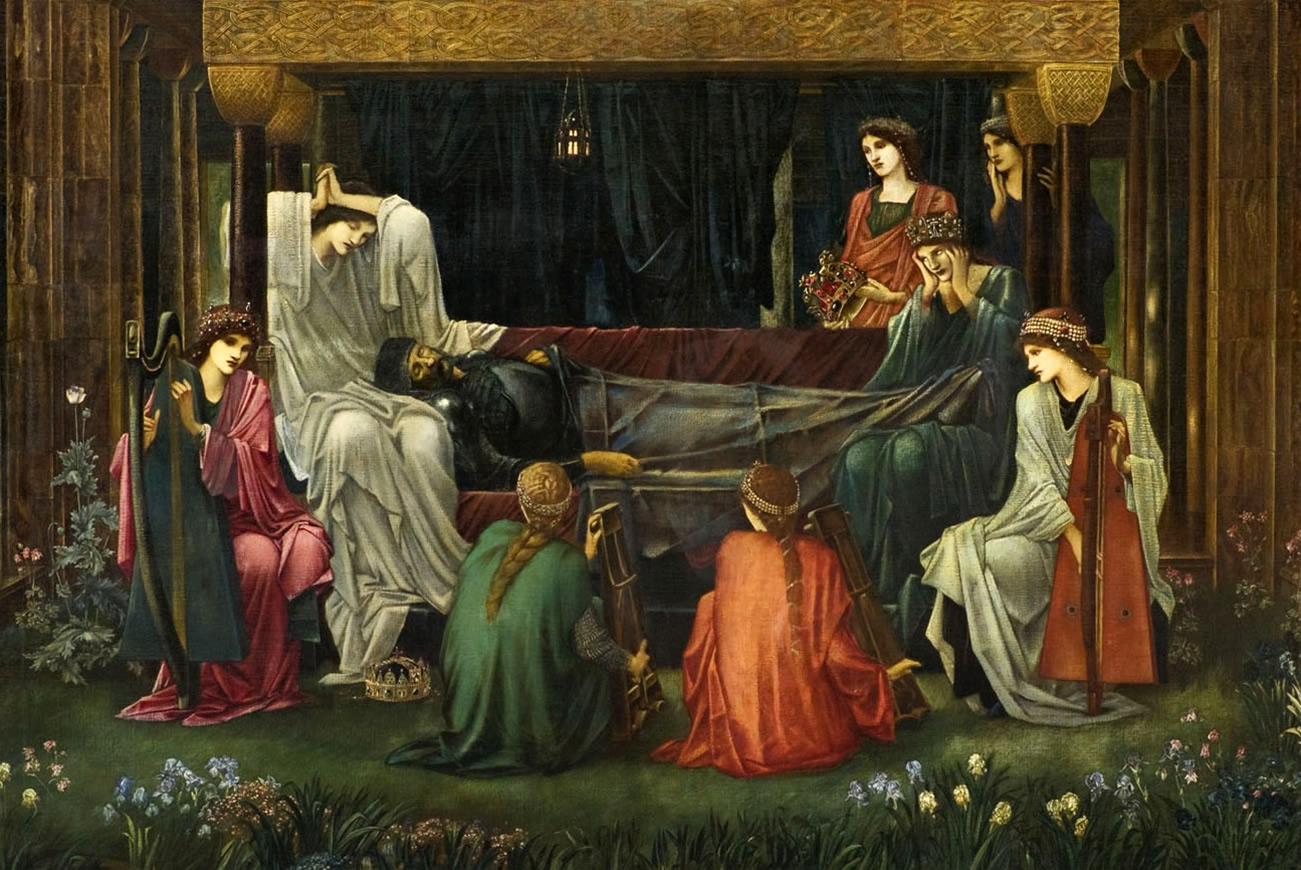